# Высоцкие (Могилёвская область)
Высо́цкие (бел. Высоцкія) — деревня в 
Горецком районе Могилевской области Республики Беларусь. Входит в состав Горского сельсовета.
В 2002-2013 годах входила в состав Ходоровского сельсовета.

## Население
- 1999 год — 21 человек.
- 2010 год — 11 человек.